# Luis Felipe Paredes Obando
Luis Felipe Paredes Obando fue un abogado y catedrático peruano. Ocupó los cargos de alcalde
y prefecto del Cusco.
Fue rector de la Universidad Nacional San Antonio Abad del Cusco entre 1951 y 1957. Es el patriarca de la Rama Paredes Obando Titu Atauchi Inca, descendientes de Cristóbal Paullu Inca. Fue heredero testamentario de Ángel Vega Enríquez, sobrino de Trinidad Enríquez Ladrón de Guevara y último miembro del linaje Betancur-Túpac Amaru, considerados descendientes de Túpac Amaru I.
En 1937 impulsados por Uriel García, un importante grupo integrado por Alberto Delgado, José Gabriel Cosío, Velasco Astete, Rafael Aguilar, Luis Felipe Paredes, Alfredo Yépez Miranda, Julio Gutiérrez y otros, formó en el Cusco el Instituto Americano de Arte.